# Warsaw (álbum de Joy Division)
Warsaw (llamado así por la canción "Warszawa" de David Bowie que se encuentra en su álbum Low) fue el planeado álbum debut de la banda inglesa de post-punk más tarde conocida como Joy Division. Consiste en once temas registrados en mayo de 1978. Sin embargo, la banda estaba decepcionada por la posproducción realizada por los productores de RCA y por este motivo el álbum fue desechado. Durante mucho tiempo el álbum circuló como un Bootleg del mismo título, hasta que fue lanzado comercialmente en 1994 (junto con un número de otras pistas). La lista de canciones original incluía los cuatro tracks del EP debut An Ideal for Living. El lanzamiento comercial incluye el álbum "Warsaw" original más "As You Said", el cual fue grabado y lanzado en 1980 en el sencillo de "Komakino", así como el primer registro musical de la banda, "The Warsaw Demo", canciones que aparecen como 'bonus tracks'. Bernard Sumner canta el coro en la versión de "They Walked In Line".

## Track listing
Todas las canciones escritas por Warsaw/Joy Division.
LP y CD
1. "The Drawback" – 1:42
2. "Leaders of Men" – 2:28
3. "They Walked in Line" – 2:50
4. "Failures" – 2:22
5. "Novelty" – 3:36
6. "No Love Lost" – 4:34
7. "Transmission" – 4:20
8. "Living in the Ice Age" – 2:19
9. "Interzone" – 2:02
10. "Warsaw" – 2:06
11. "Shadowplay" – 3:53
12. "As You Said" (Instrumental) – 2:01

LP bonus tracks
1. "Inside the Line" – 2:43
2. "Gutz" – 1:59
3. "At a Later Date" – 3:14
4. "The Kill" – 2:08
5. "You're No Good for Me" – 3:02